# أولاد يعكوب (إدلسان)
أولاد يعكوب هي إحدى مشيخات المملكة المغربية، تتبع جغرافيا لإقليم ورززات وإداريًا لإدلسان. يقدر عدد سكانها بـ 4151 نسمة حسب الإحصاء الرسمي للسكان والسكنى لسنة 2004.